# Шварцерден
Шварцерден (нім. Schwarzerden) — громада в Німеччині, розташована в землі Рейнланд-Пфальц. Входить до складу району Бад-Кройцнах. Складова частина об'єднання громад Кірн-Ланд.
Площа — 6,98 км2. Населення становить 236 ос. (станом на 31 грудня 2020).

## Галерея

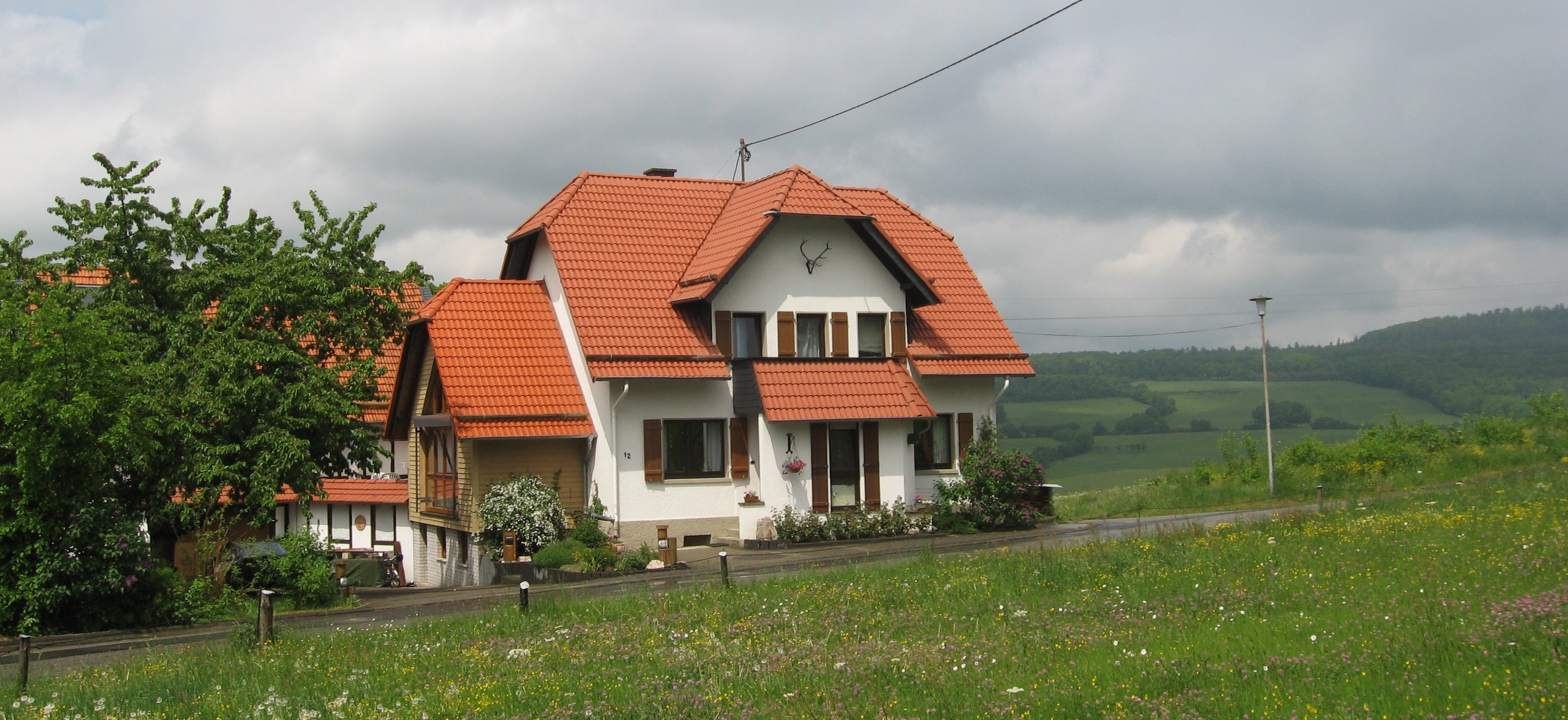
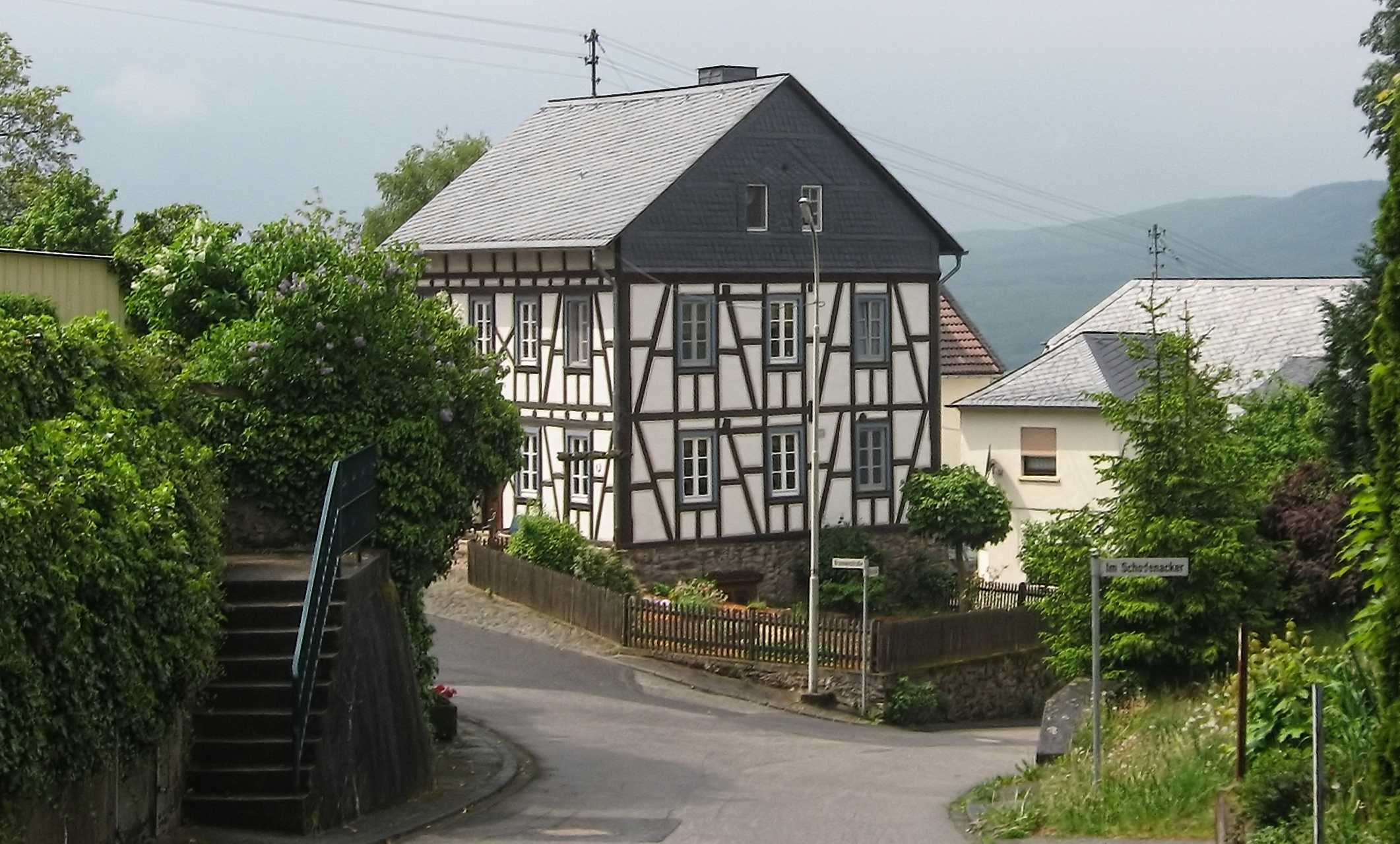